# 张文寿
张文寿（1926年10月—2009年12月28日），男，直隶（今河北）南宫人，中华人民共和国政治人物，曾任国务院副秘书长，第七、八届全国政协委员。